# Ecitoptera maior
Ecitoptera maior är en tvåvingeart som beskrevs av Schmitz 1924. Ecitoptera maior ingår i släktet Ecitoptera och familjen puckelflugor. Inga underarter finns listade i Catalogue of Life.